# Évelő réteggomba
Az évelő réteggomba (Stereum rugosum) a réteggombafélék családjába tartozó, világszerte elterjedt, elhalt fatörzseken növő, kéregszerű réteget képző gombafaj.

## Megjelenése
Az évelő réteggomba termőteste a fatörzsek, ágak kérgén található hosszú, lapos, alaktalan, 1-3,5 mm vastag, bőr- vagy kéregszerű bevonat. Fiatalon okkeres, idősen világosszürke. Széle szabálytalanul hullámos, behajló lehet, idősen esetenként felpöndörödik. Felszíne sima vagy egyenetlenül göröngyölt; növekvő pereme ráncos, fehér. Nedvesen nyomásra vagy sebzésre vörösen foltosodik. A termőtestek évről évre vastagabbak lesznek, egymás fölé tíz vagy még több réteg is képződhet.
Húsa bőrszerűen szívós, szárazabb állapotban még keményebb, érdesebb. Szaga, íze nincs. Az idős példányok könnyen lefejthetők a fakéregről.
Spórapora fehér. Spórája hengeres, sima, keményítőt tartalmaz, mérete 7-12 x 3,5-4,5µm.

### Hasonló fajok
A hasonló fajoktól sérülésre történő elvörösödése különbözteti meg. 

## Elterjedése és termőhelye
Eurázsiában, Észak-Amerikában, Ausztráliában és Új-Zélandon honos. Magyarországon gyakori.
Lombos fák korhadó ágain, törzsein, tuskóin található meg. Bükkfán, nyíren, tölgyön vagy az alföldi ligeterdők kőris- vagy nyártuskóin egyaránt előfordul. Tömeges erdei gomba, egész évben megtalálhatjuk, bár friss termőtestei áprilistól a nagyobb nyári melegekig képződnek, majd szeptembertől a tartós fagyokig újból. Spórát ősszel képez. A fák korhadásának kezdetétől a végső szakaszig jelen lehet.

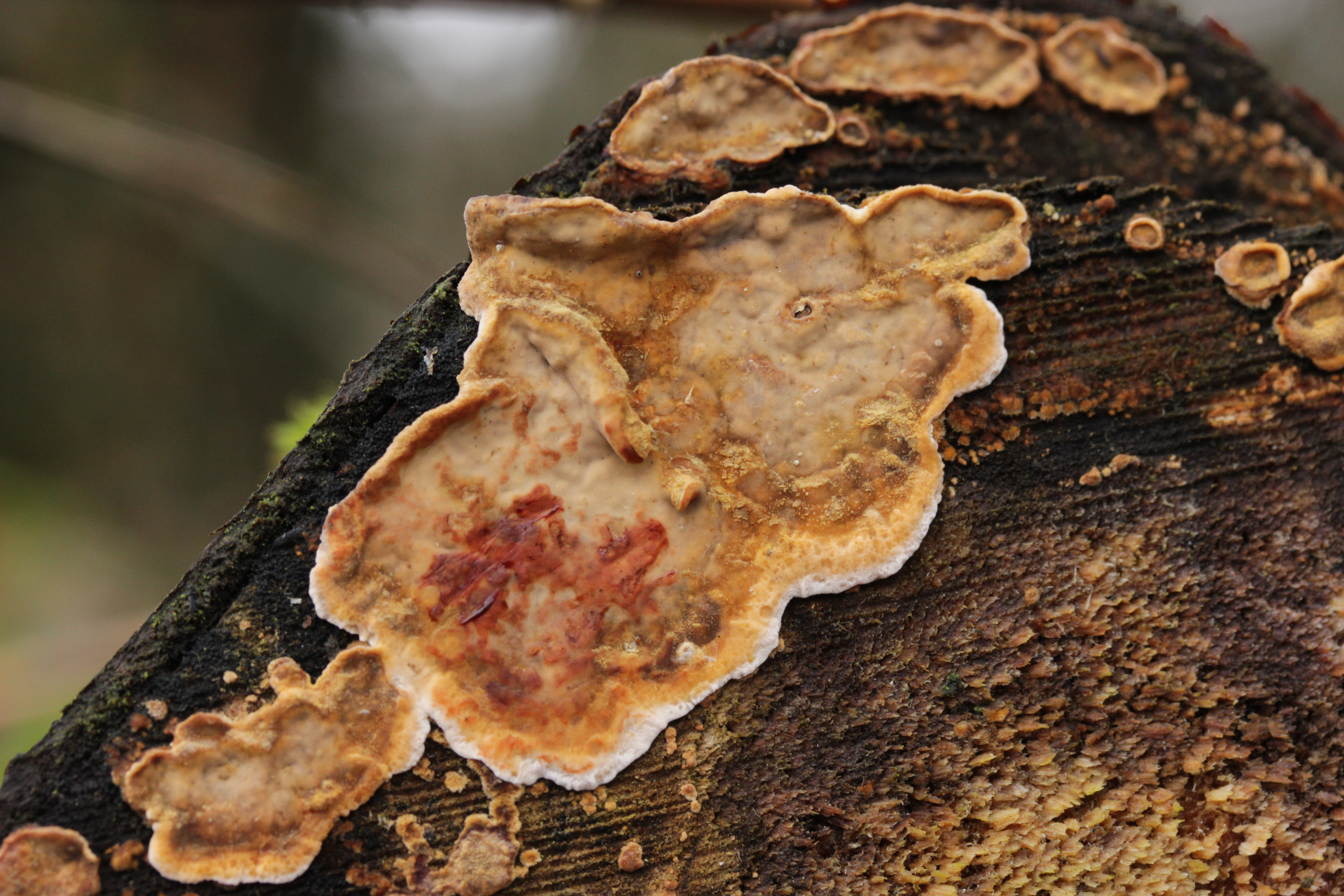
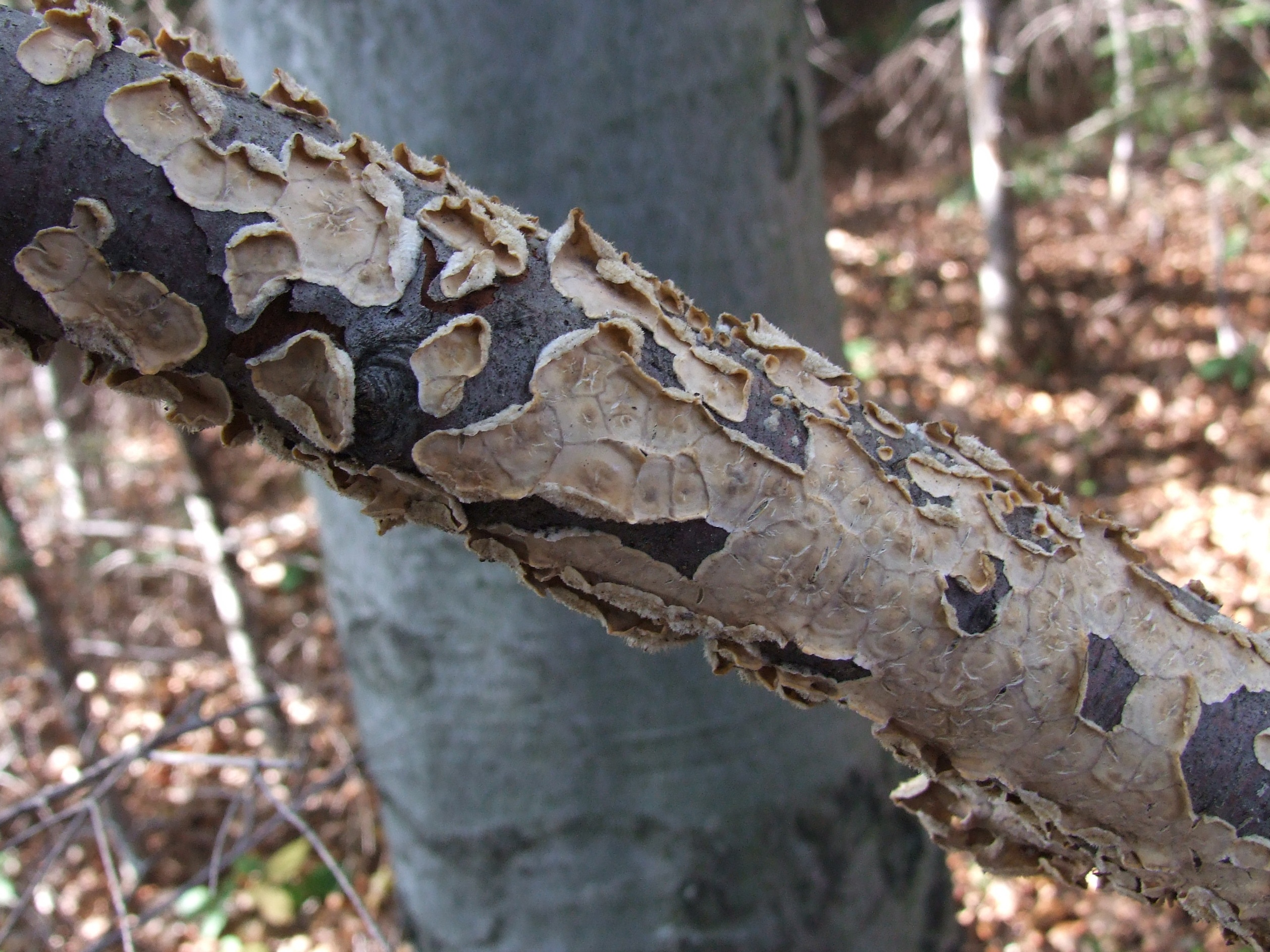
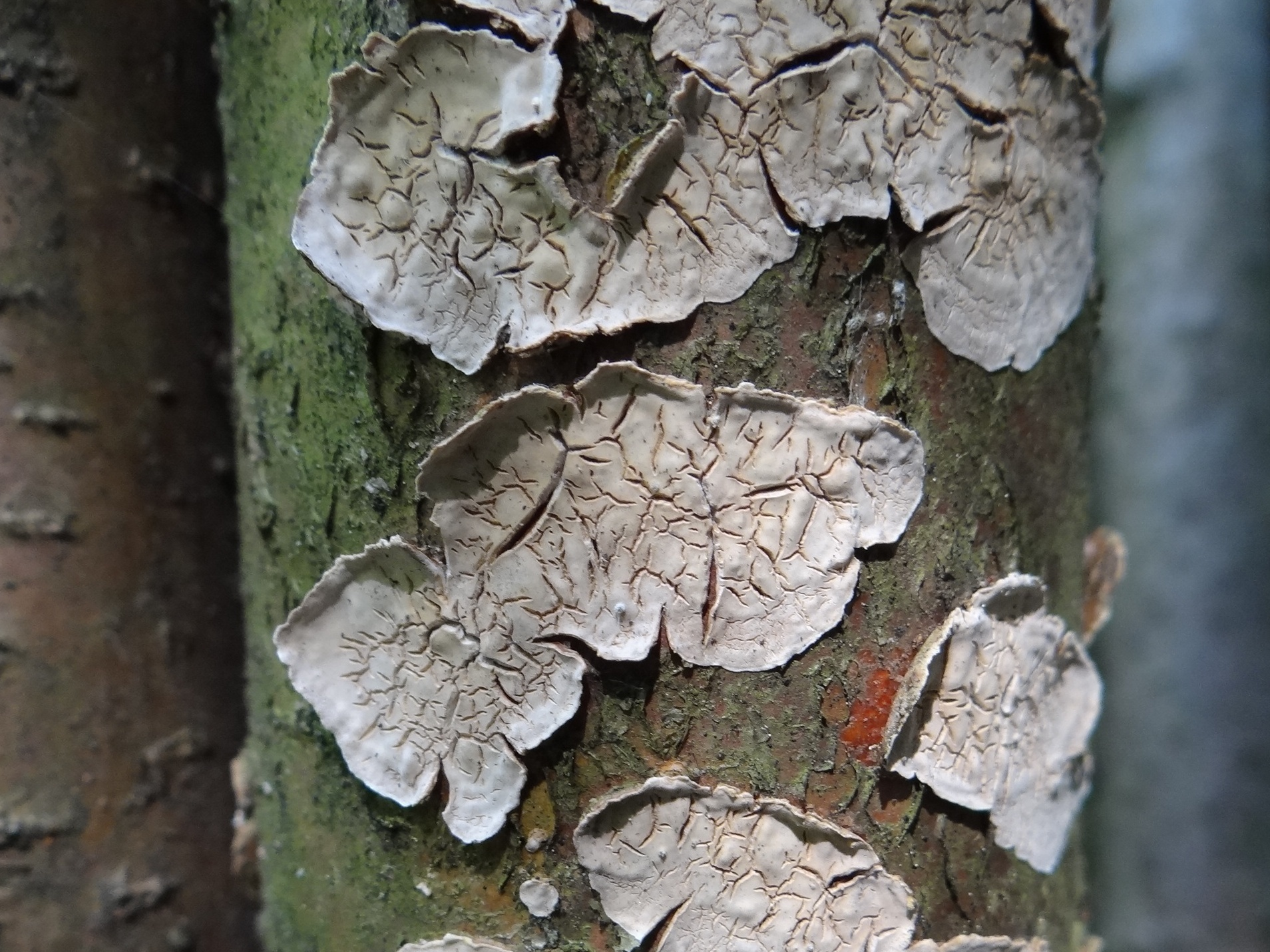
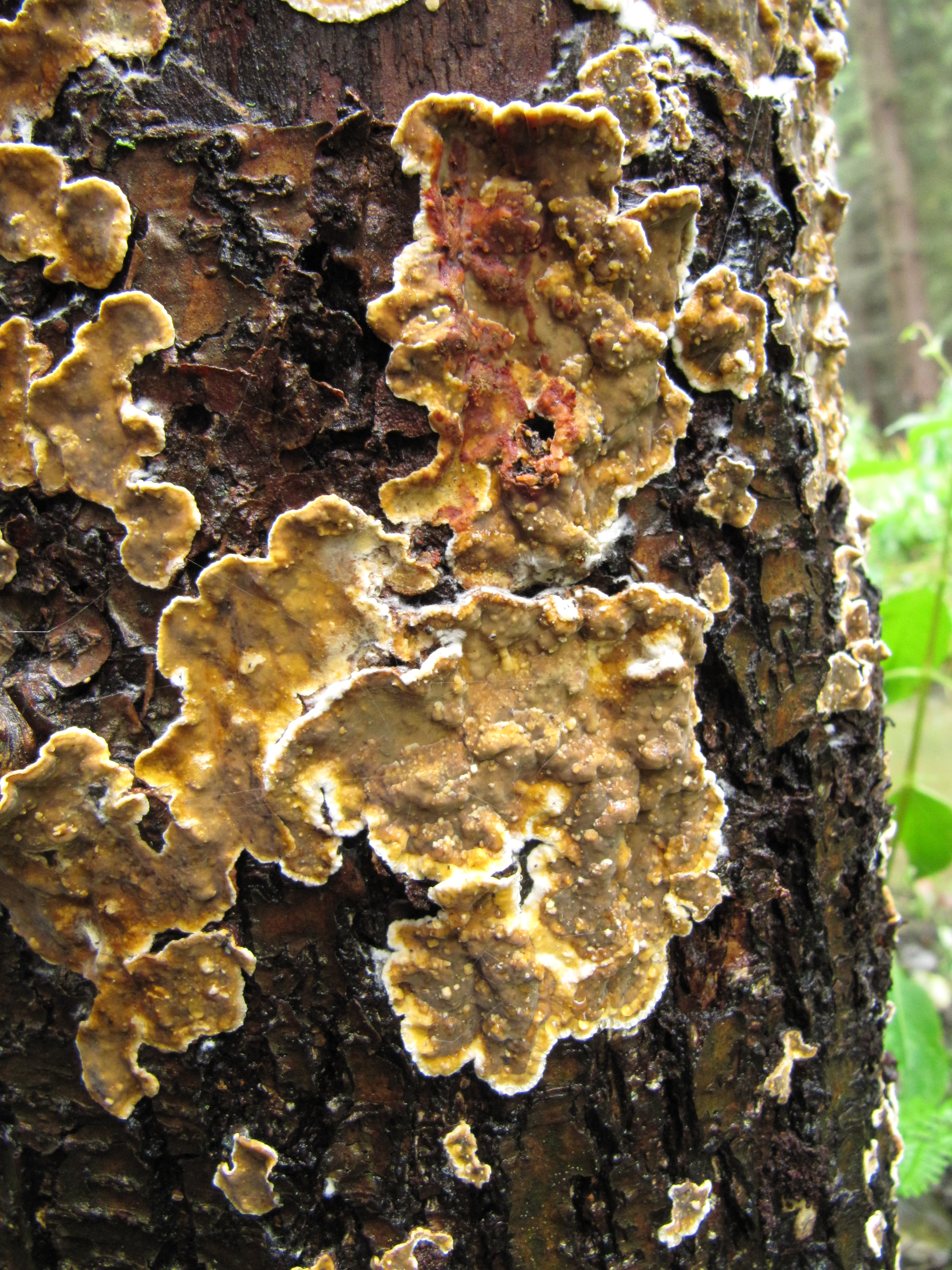
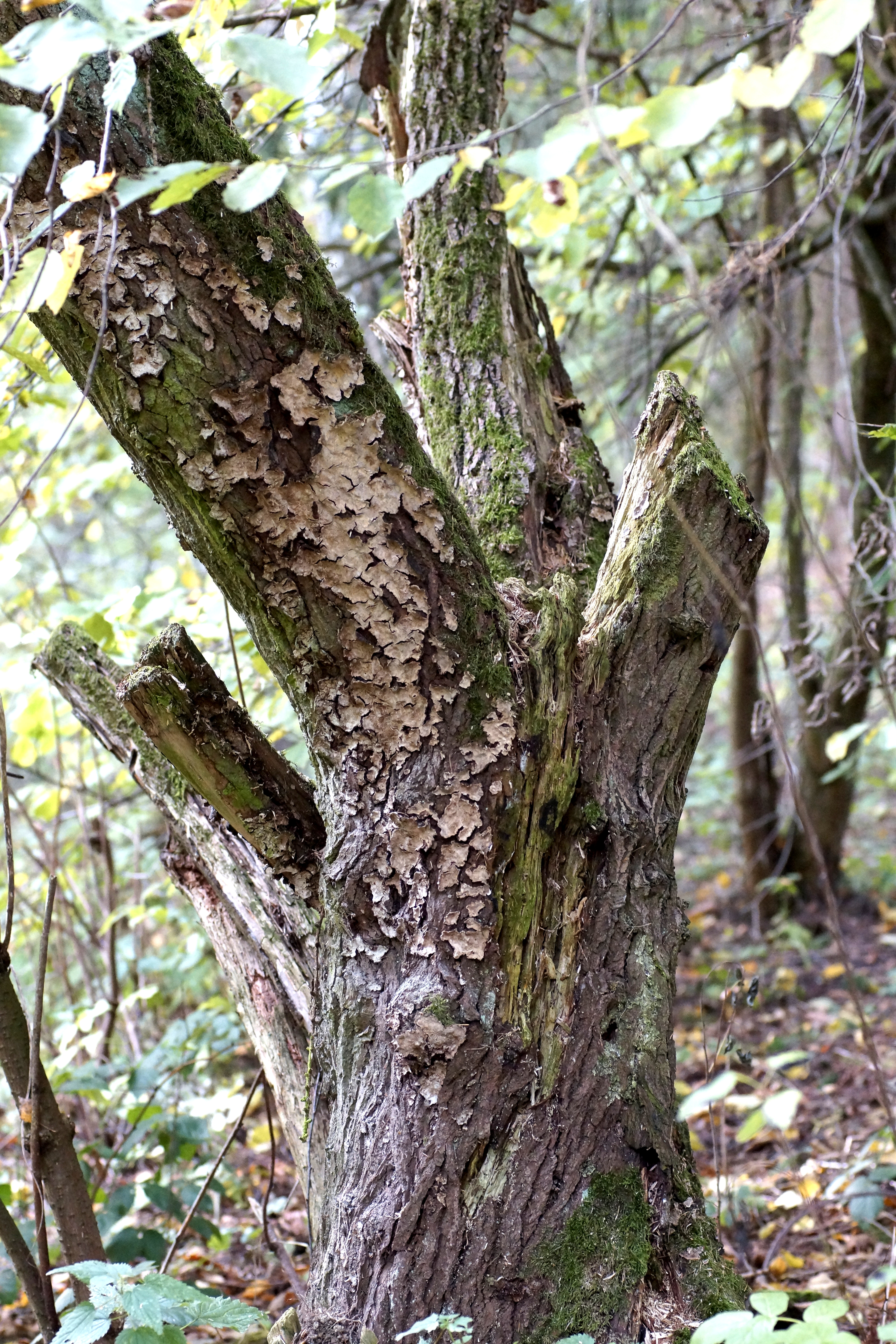

Nem ehető.